# Dedicato a te (Le Vibrazioni)
Dedicato a te è un singolo del gruppo musicale italiano Le Vibrazioni, pubblicato nel 2003 come primo estratto dal primo album in studio Le Vibrazioni.
È stato frequentemente trasmesso in radio, raggiungendo la vetta della classifica airplay italiana.

## Descrizione
Scritta dal frontman Francesco Sarcina, il singolo ha vinto il Premio limone d'oro durante il Radionorba Battiti Live a Trani il 28 luglio 2013. Il premio è stato consegnato da Mingo.
Nel 2020 viene utilizzata una versione orchestrale appositamente creata per la sigla della seconda stagione della serie televisiva Il silenzio dell'acqua..

## Video musicale
Il video, ideato dal produttore Demetrio Sartorio e diretto dal regista Domenico Liggeri, è stato girato in due differenti versioni: una con protagonista l'attrice Angelica Cacciapaglia e l'altra con protagonista Giulia Tagliapietra, ragazza a cui è ispirato realmente il testo della canzone. Si tratta di un complesso esempio di piano sequenza di durata praticamente equivalente a quella del brano. Ambientato a Milano, mostra il percorso compiuto da una ragazza dal proprio appartamento ad un locale che sorge lungo il Naviglio Pavese; durante il percorso incontra, uno per uno, i membri del gruppo (prima Alessandro Deidda all'uscita del portone di casa, poi Marco Castellani nelle vesti di cameriere di bar, quindi Stefano Verderi mentre dipinge un quadro e per ultimo Francesco Sarcina in bicicletta); alla fine nel locale si vede il gruppo al completo eseguire il brano.
Trasmesso a ripetizione sulle emittenti musicali nella primavera 2003, il video divenne praticamente il primo fenomeno di "video-tormentone", ma anche di "video-format", visto che è stato parodiato per ben due volte:
- la prima volta da Elio e le Storie Tese per il video di Shpalman®, ambientato pochi secondi dopo l'uscita di casa della ragazza bionda del video originale (interpretata ancora da Cacciapaglia).[6] Protagonista è Luca Mangoni, "uomo-cubo" della band, e si svolge sulla falsariga del video de Le Vibrazioni: per primo, Mangoni si imbatte in Deidda, che gli consegna un plico; poi in Castellani, col quale si scontra bevendogli il cocktail che porta sul vassoio; quindi in Verderi, che dipinge un ritratto dello stesso Mangoni e che compra; infine in Sarcina, da cui prende un mazzo di fiori dalla bicicletta. Giunto nel locale, Mangoni dal labiale sembra dire "Chi c... sono questi? Mah!" e la camera si sposta su Le Vibrazioni, che stanno cantando. Finito il loro pezzo, la telecamera si sposta di nuovo ed inquadra la performance nello stesso locale di Elio e le Storie Tese, con Mangoni che balla con la ragazza del video originale, che ha il mazzo di fiori comprato da Mangoni a Sarcina.
- la seconda volta da Frankie hi-nrg mc per il video di Chiedi chiedi; la location è la stessa, ed il video inizia in maniera uguale con la ragazza bionda (nuovamente Cacciapaglia) che si sveglia ed esce di casa seguita dalla telecamera. Una volta fuori dal cortile del palazzo il soggetto diviene tuttavia il rapper, impegnato in una specie di caccia al tesoro (infatti man mano trova accessori per abbigliarsi come il protagonista del cortometraggio Un chien andalou - Un cane andaluso e, alla fine, prende una mano di plastica). Il locale lungo il Naviglio è la meta finale della caccia al tesoro; Frankie entra trionfante, ma la gioia dura poco: infatti poco dopo viene inquadrato un podio con la ragazza del video originale sul gradino più alto, Mangoni su quello del secondo posto e Deidda sul terzo posto (tutti sono abbigliati come Frankie ed hanno la mano di plastica in pugno). Dei tre video, questo è l'unico ad essere stato girato con macchina a spalla e non in steadicam, per problemi tecnici occorsi sul set.

## Tracce
1. Dedicato a te – 3:28
2. Dedicato a te (l'altra) – 3:35
3. Dedicato a te (Video 1)
4. Dedicato a te (Video 2)

## Formazione
Gruppo
- Alessandro Deidda – batteria, percussioni, arrangiamento
- Marco "Garrincha" Castellani – basso, arrangiamento
- Francesco Sarcina – voce, chitarra, mandolino, arrangiamento
- Stefano Verderi – chitarra, wurlitzer, arrangiamento

Altri musicisti
- Marco Guarnerio – tastiera aggiuntiva

Produzione
- Marco Guarnerio – produzione, registrazione, missaggio, mastering
- Ignazio Morviducci – registrazione, missaggio, mastering
- Andrea Debernardi – registrazione, missaggio, mastering

## Classifiche
| Classifica (2003) | Posizione massima |
| ----------------- | ----------------- |
| Italia            | 1                 |